# Amphibolia rupis-arcuatae
Amphibolia rupis-arcuatae là một loài thực vật có hoa trong họ Phiên hạnh. Loài này được (Dinter) H.E.K.Hartmann mô tả khoa học đầu tiên năm 1996.